# Tetraodon waandersii
Tetraodon waandersii är en fiskart som beskrevs av Pieter Bleeker 1853. Tetraodon waandersii ingår i släktet Tetraodon och familjen blåsfiskar. Inga underarter finns listade i Catalogue of Life.